# Fritz Hakl
Friedrich „Fritz“ Hakl (* 1. Jänner 1932 in Oberfeistritz, Steiermark; † 28. Februar 2012 in Graz) war ein österreichischer Kammerschauspieler.

## Leben
Er wurde als kleinwüchsiges sechstes Kind normal großer Eltern in einer armen Familie geboren. Von 1966 bis 1994 gehörte er zum Ensemble des Wiener Burgtheaters. 1978 spielte er den Clown und Varietégruppen-Direktor Bebra in Volker Schlöndorffs Verfilmung des Romans Die Blechtrommel von Günter Grass.
Seit seinem Abschied von der Bühne im Jahre 1994 lebte Fritz Hakl wieder in seinem Geburtsort Oberfeistritz.
Seine Beerdigung fand auf dem Friedhof in Anger (Steiermark) statt.

## Filmografie
- 1973: Van der Valk und die Reichen
- 1976: Derrick, Folge 26: Das Superding
- 1977: Staatsoperette
- 1978: Fremd bin ich eingezogen
- 1978: Die Blechtrommel
- 1978: Polizeiinspektion 1, Folge 25: Ein Sack voll Brillanten
- 1992: Metamorphosen (Sprecher)

## Auszeichnungen
- 1986: Goldenes Ehrenzeichen der Republik Österreich
- 1989: Titel Kammerschauspieler